# Генерал-губернатор Ямайки
Генера́л-губерна́тор Яма́йки (англ. Governor-General of Jamaica) — представитель монарха Ямайки (в настоящее время король Карл III). Поскольку монарх не может находиться во всех Королевствах Содружества, он назначает представителей для осуществления своих обязанностей в качестве короля Ямайки. Генерал-губернаторы несут ответственность за назначение премьер-министра, а также других министров правительства после консультаций с премьер-министром.
За исключением первого генерал-губернатора Сэра Кеннета Блэкбёрна, до провозглашения независимости страны являвшегося колониальным губернатором острова, этот пост занимают граждане Ямайки.

## Список генерал-губернаторов Ямайки
|       | Портрет | Имя                                                                               | Вступил в должность | Покинул должность |
| ----- | ------- | --------------------------------------------------------------------------------- | ------------------- | ----------------- |
| 1     |         | Сэр Кеннет Уильям Блэкбёрн (1907—1980) англ. Kenneth William Blackburne           | 6 августа 1962      | 30 ноября 1962    |
| 2     |         | Сэр Клиффорд Кларенс Кэмпбелл (1892—1991) англ. Clifford Clarence Campbell        | 1 декабря 1962      | 2 марта 1973      |
| и. о. |         | Сэр Герберт Джордж Холуэлл Даффас (1908—2002) англ. Herbert George Holwell Duffus | 2 марта 1973        | 27 июня 1973      |
| 3     |         | Сэр Флоризель Огастус Глэсспоул (1909—2000) англ. Florizel Augustus Glasspole     | 27 июня 1973        | 31 марта 1991     |
| и. о. |         | Сэр Эдвард Закка (1931—2019) англ. Edward Zacca                                   | 31 марта 1991       | 1 августа 1991    |
| 4     |         | Сэр Говард Феликс Ганлан Кук (1915—2014) англ. Howard Felix Hanlan Cooke          | 1 августа 1991      | 15 февраля 2006   |
| 5     |         | Сэр Кеннет Октавиюс Холл (1941—) англ. Kenneth Octavius Hall                      | 15 февраля 2006     | 26 февраля 2009   |
| 6     |         | Сэр Патрик Линтон Аллен (1951—) англ. Patrick Linton Allen                        | 26 февраля 2009     | действующий       |